# 声にならない鳥のうた
『声にならない鳥のうた』（こえにならないとりのうた）は、日本国の漫画家、谷口ジローの漫画作品である。

## 概説
谷口ジローの商業デビュー作は、長らく少年画報社の『ヤングコミック』第5巻第26号（1971年12月22日号）に掲載された『嗄れた部屋』とされてきたが、谷口ジローが歿してから3か月ほど経ったころ、自宅から本作の「前編」部分が発見された。掲載誌は教育社の『デイリープログラム』第1巻第16号（1970年12月1号）で、『嗄れた部屋』より約1年ほど早いことから、谷口ジローの著作権を管理する一般財団法人パピエは、谷口ジローの商業デビュー作を本作に改めることにした。「前編」以外は発見されていない。当初は用紙を縦長に使い全24頁の作品であったが、同誌が横長の判型であったため、用紙を横長に使い全て描き直された。『デイリープログラム』は教育社が月2回発行した受験対策用問題集である。本作は、平凡社から2018年10月26日に発行された『谷口ジロー 描くよろこび』に所収されている。なお、双葉社の『漫画アクション』第14巻第19号（1980年4月19日増刊号）に異字同訓の谷口ジロー作品『こえにならない鳥のうた』が掲載されているが、別の作品である。

## あらすじ
男は、Lと呼ばれる人物を殺すため、街でLを探していた。

## 初出
『デイリープログラム』第1巻第16号（1970年12月1号）、教育社。

## 単行本
日本語
『谷口ジロー 描くよろこび』に所収された。
- 『谷口ジロー 描くよろこび』平凡社、東京、2018年10月。ISBN 978-4-582-63514-0。 NCID BB27731733。OCLC 1059471619。全国書誌番号:23127035。

## 脚註